# Stuart Jack
Stuart Duncan Macdonald Jack, född 8 juni 1949, död 16 februari 2022, var en brittisk diplomat som var guvernör på Caymanöarna från 23 november 2005 till 2009.
Han erhöll Victoriaorden 1994.